# Karl Schels
Karl Schels (* 14. September 1874 in Tirschenreuth; †  9. Juli 1934 in Freising) war ein deutscher Verwaltungsjurist und Bezirksoberamtmann.

## Leben
Mit dem Ende seines Studiums der Rechtswissenschaften an der Ludwig-Maximilians-Universität München promovierte Karl Schels 1897 mit der Dissertation „Der strafrechtliche Schutz des Automaten“ zum Dr. jur. Nach der ersten juristischen Staatsprüfung schloss sich der dreijährige Vorbereitungsdienst (Referendariat) an, der ihn zum Amtsgericht München I, Landgericht München II, Bezirksamt Tirschenreuth und zum Stadtmagistrat München führte. 1900 folgte in München das Große juristische Staatsexamen (Note II 8/40). Anfang Januar 1901 erhielt er bei der Regierung von Oberbayern  eine Anstellung als geprüfter Rechtspraktikant. Nach dreimonatiger Tätigkeit wurde er Amtsanwalt bei der Polizeidirektion München. Zum 1. Juni 1903 wurde er Assessor beim Bezirksamt Vohenstrauß und Anfang Januar 1905 für die Dauer eines Jahres beurlaubt, um beim Kaufmannsgericht München das Richteramt auszuüben. 
Zum 1. November 1910 ging er als Assessor zum Bezirksamt Regensburg und 1912 in gleicher Funktion zur Regierung von Oberbayern. Vom 5. August 1916 an war er bei der bayerischen Lebensmittelstelle beschäftigt, bis er zum 1. Dezember 1916 als Bezirksamtmann mit der Leitung des Bezirksamtes Viechtach betraut wurde. Im Februar 1920 zum Regierungsrat ernannt und zum 1. April 1920 als Bezirksoberamtmann übergeleitet, blieb er bis zum 31. Januar 1924 im Amt. Im direkten Anschluss übernahm er zum 1. Februar 1924 als Bezirksamtsvorstand die Leitung des Bezirksamtes Freising. Dort wurde er zum Oberregierungsrat befördert und verstarb am 9. Juli 1934 im Amt.
Zum 1. Mai 1933 war er in die NSDAP eingetreten. Im Februar 1934 wurde gegen ihn wegen parteischädigenden Verhaltens ein Gaugerichtsverfahren durchgeführt, dessen Ausgang nicht belegt ist.